# Hyposoter chinensis
Hyposoter chinensis là một loài tò vò trong họ Ichneumonidae.